# Emanuel Vargas
Emanuel Sebastián Vargas Torus (* 13. Februar 1988 in Buenos Aires) ist ein ehemaliger argentinisch-chilenischer Fußballtorwart.

## Karriere
Emanuel Vargas begann seine Karriere bei Universidad de Chile, wo er bereits in der Jugend gespielt hatte. Beim Klub, bei dem sein Vater Sergio Vargas lange Zeit aktiv war, bestritt er jedoch kein Ligaspiel. Stattdessen wurde er an Deportes Iberia und Lota Schwager verliehen und wechselte 2010 zu Deportes Puerto Montt. Er stand zudem bei CD Cobresal, Deportes Iquique und den Rangers de Talca im Tor. 2014 kehrte er erst zu Lota Schwager zurück, wo er nach einer Schlägerei mit Teamkollege Sergio Núñez entlassen wurde. Er unterschrieb anschließend bei Deportes Iberia, wo er seine Karriere 2018 beendete.

## Erfolge
Universidad de Chile
- Chilenischer Meister: 2009-A

## Sonstiges
Sein Vater Sergio Vargas ist zehnfacher Nationalspieler Chiles und Vereinslegende von Universidad de Chile.